# Julia Dream
Singles de Pink Floyd
Apples and Oranges / Paintbox
(1967) Point Me at the Sky / Careful with That Axe, Eugene
(1968)
Julia Dream est une chanson du groupe britannique Pink Floyd, initialement parue en 1968, en face B du single It Would Be So Nice. Elle a, par la suite, été rééditée sur les albums Relics et The Early Years. Les paroles, écrites par Roger Waters, sont chantées par David Gilmour.
Sur une musique douce assez planante (certains diront psychédélique) jouée sur une guitare acoustique, basée sur un son de flûte reproduit sur un Mellotron, la voix de David Gilmour s'envole peu à peu jusqu'à se perdre dans un final éthéré et déstructuré.

## Credits
- David Gilmour : guitare acoustique, guitare électrique slide, chant
- Roger Waters : basse
- Richard Wright : orgue Hammond, orgue Farfisa, Mellotron, chœurs
- Nick Mason : temple blocks, wood blocks, tubular bells

## Reprises
- Mark Lanegan - Live At Leeds, Brudenell Social Club (24.04.2010)
- Acid Mothers Temple - Live As Troubadour (juin 2011)
- Shadow Gallery - Floydian Memories (2005)
- The Re-Stoned - Plasma (2012)

## Liens
- (en) Sources
- Site officiel de Pink Floyd
- Site officiel de Roger Waters
- Site officiel de David Gilmour